# 緊急!公開大捜索SP
『緊急!公開大捜索SP』（きんきゅう!こうかいだいそうさくスペシャル）は、TBS系列で放送されていた特別番組（ドキュメンタリー番組）である。

## 概要
主に行方不明者や記憶喪失者の身元につながる情報を番組特設の電話と番組ホームページで募集し、視聴者と共に解決につなげていく。
記憶喪失者はゲストと共に自身の記憶を辿るための旅を行い、その映像がドキュメンタリーとして放送されている。
通常は半年に一度の放送である。しかし、2020年1月27日の放送は前回の放送から約一年後に放送された。

## 出演者
MC
- 恵俊彰（ホンジャマカ）
- 小島瑠璃子

情報アナウンサー
- 藤森祥平・江藤愛（共にTBSアナウンサー）

ゲスト
- 2020年1月27日放送回
  - アンミカ
  - ゆきぽよ
  - 高木希奈（精神科医）

## 放送リスト
| 回 | タイトル                                                             | 放送日                 | 放送時間（JST） | 備考                                                                    |
| -- | -------------------------------------------------------------------- | ---------------------- | --------------- | ----------------------------------------------------------------------- |
| 1  | 緊急!公開大捜索SP                                                    | 2014年12月29日（月曜） | 18:30 - 21:00   | 『月曜ゴールデン』扱いはされず。 20:54の『JNNフラッシュニュース』は内包 |
| 2  | 緊急!公開大捜索SP                                                    | 2015年12月28日（月曜） | 18:30 - 21:00   | 『月曜ゴールデン』扱いはされず。 20:54の『JNNフラッシュニュース』は内包 |
| 3  | 緊急!公開大捜索SP '17春 「ボクは誰なのか?教えて…」記憶喪失・失踪者SP | 2017年2月1日（水曜）   | 19:00 - 21:54   | 『水トク!』扱いはされず。                                               |
| 4  | 緊急!公開大捜索SP '17夏                                              | 2017年8月9日（水曜）   | 19:00 - 21:54   | 『水トク!』扱いはされず。                                               |
| 5  | 緊急!公開大捜索SP '18春                                              | 2018年1月31日（水曜）  | 19:00 - 22:00   | 『水トク!』扱いはされず。 21:57の『JNNフラッシュニュース』は内包        |
| 6  | 緊急!公開大捜索SP '18秋                                              | 2018年9月26日（水曜）  | 19:00 - 22:00   | 『水トク!』扱いはされず。 21:57の『JNNフラッシュニュース』は内包        |
| 7  | 緊急!公開大捜索SP                                                    | 2019年2月6日（水曜）   | 19:00 - 22:00   | 『水トク!』扱いはされず。 21:57の『JNNフラッシュニュース』は内包        |
| 8  | 私はドコの誰なのか? 記憶喪失の男女を緊急!公開大捜索SP20春            | 2020年1月27日（月曜）  | 19:00 - 22:00   | 20:57の『JNNフラッシュニュース』は内包                                  |

## スタッフ
2020年1月27日放送分
- ナレーター：平野義和、近藤サト
- 構成：橋本敦司、正宗史子、西村隆志
- TM：荒木健一
- TD：大蔵聡
- VE：生田史織
- カメラ：饗庭慶子
- 音声：清宮拓
- 照明：紺野淳一
- 美術プロデューサー：中西忠司
- 美術デザイナー：寒友哉
- 美術制作：清水久、武井大浩
- 装置：岡野浩典
- 操作：岡田健助
- 電飾：阿部達矢
- モニター：大石雅文
- 装飾：川原栄一
- 衣装：渥美智恵
- 化粧：立沢恵子
- ビジュアルクリエーター：薗部健
- CG：赤坂グラフィックスアート
- ポストプロダクション：スタジオヴェルト
- EED：東義則
- MA：森川享祐
- 音響効果：阿部宰／吉田比呂樹・巫瑶（共に、M-TANK）
- TK：飛田亜也
- デスク：大木奈緒子
- 番組宣伝：田中瑞穂
- リサーチ：佐野貴子・白崎久紀（共に、トロリー）
- 法律監修：桑原育朗
- 編成：矢野大亮、松岡洋太
- ロケ技術：Sala、だだだ、OFFICE UNION、ビデオワーク
- 映像・写真協力：PIXTA
- 制作協力：Ash Bee Inc.
- AD：菊川裕二、近寛子、曽城
- AP：長嶋聖
- FD：濱野英典、須田歩美
- ディレクター：山崎久実、飯島冬貴、村田真之／樋江井彰敏
- プロデューサー：杉本篤、辻真／斯波豊、内田安妃子
- EP／演出：吉橋隆雄
- 制作：TBSテレビ情報制作局情報三部
- 製作著作：TBS

### 過去のスタッフ
- プロデューサー：松田崇裕／渡邊宏
- 制作協力：ジッピー・プロダクション